# Quiel
- sítio: site

Quiel ou Quília (em alemão: Kiel;  PRONÚNCIA) é a capital e a maior cidade do estado alemão de Eslésvico-Holsácia, no norte da Alemanha, com aproximadamente 238.000 habitantes.
Quiel, está localizada às margens do fiorde de Kiel e do canal norte do mar báltico (Canal de Kiel), é a maior cidade do norte da Alemanha. A metrópole mais próxima é Hamburgo, a aproximadamente 90 km ao sul de Quiel. A cidade de Quiel é internacionalmente conhecida no esporte graças à navegação a vela - a Semana de Kiel - e ao clube de handebol THW Kiel. De importância econômica são o porto báltico de Kiel, o estaleiro local, e o setor de serviços. Quiel é a sede da Universidade Christian Albrechts de Kiel (Christian-Albrechts-Universität zu Kiel) e também uma importante base marítima da Marinha Alemã.

## Geografia
Quiel figura hoje, graças ao fiorde de Kiel, como um porto de águas profundas (Tiefseehafen) e como um dos mais importantes portos de conexão marítima ao mar báltico, estendendo-se em forma de ferradura ao redor de seu porto natural. Quiel é o divisor de águas entre o Mar do Norte e o Báltico. Passam por Quiel o rio  Schwentine, o rio  Eider, que deságua no Mar do Norte, e, além disto, o canal de Kiel entre o Mar do Norte e o Mar Báltico (chamado Nord-Ostsee-Kanal), que termina no bairro de Holtenau. Os arredores de Quiel são entremeados de canais que dirigem-se ao Leste da cidade, diretamente ao riacho de Holstein (o Holsteinische Schwitz).

### Comunidades vizinhas
As seguintes cidades são limítrofes a Quiel, localizadas em seu perímetro urbano (citadas em sentido horário, começando a Nordeste da capital):
Distrito de Plön: Mönkeberg e Schönkirchen (Amt Schrevenborn), cidade de Schwentinental (incluindo-se até 29 de fevereiro de 2008 as comunidades de Klausdorf e Raisdorf), assim como Pohnsdorf, Honigsee e Boksee (todo o chamado Departamento de Preetz-Land).

## Personalidades
- Pedro III da Rússia (1728–1762), tsar e esposo de Catarina, a Grande

- Max Planck (1858-1947), físico e ganhador do Prémio Nobel de Física de 1918

- Hans Geiger (1882–1945), físico e inventor do contador Geiger

- Judith Malina (1926-2015), diretora, dramaturga, atriz, anarquista, e fundadora de The Living Theatre

## Galeria de imagens

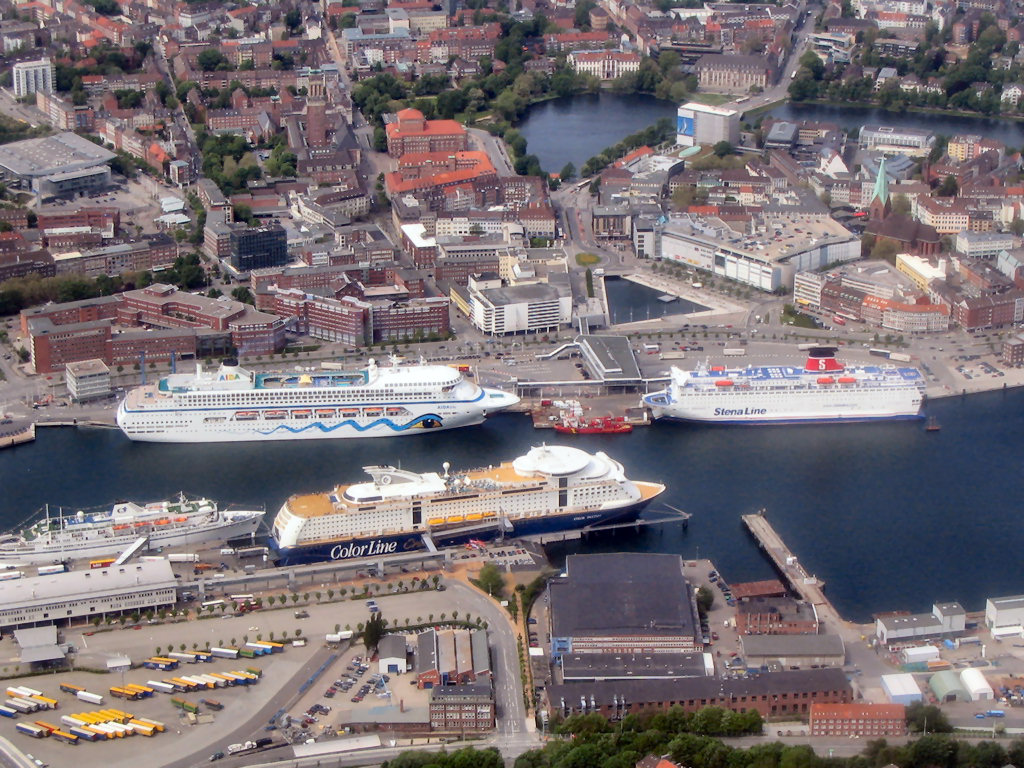
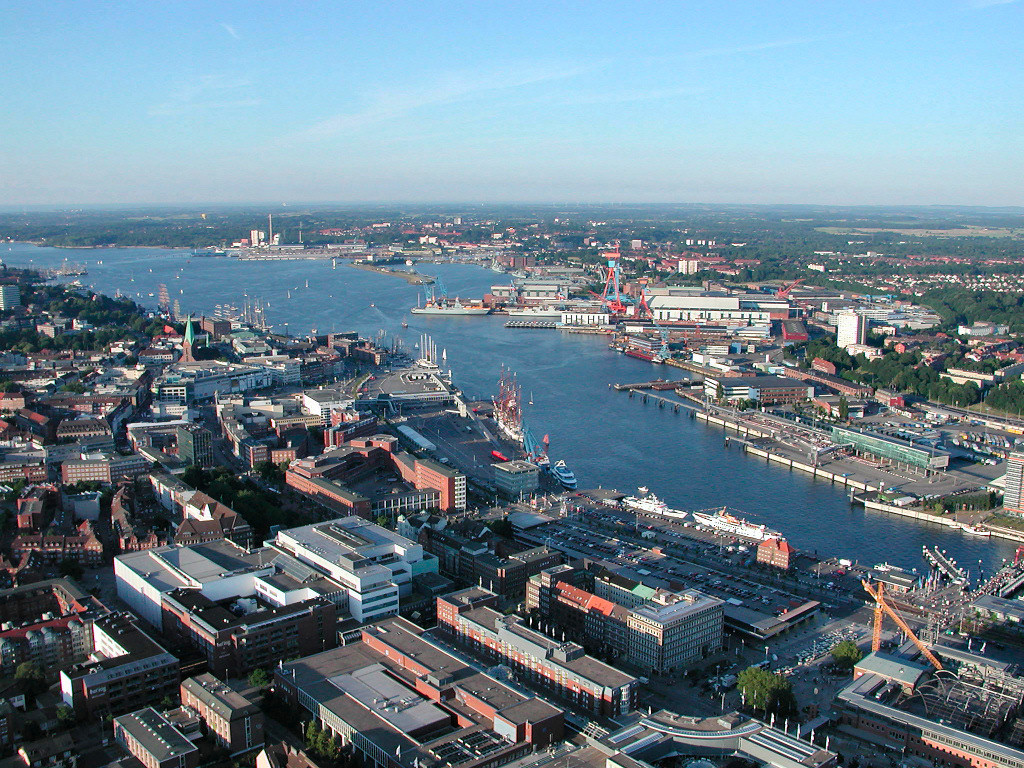
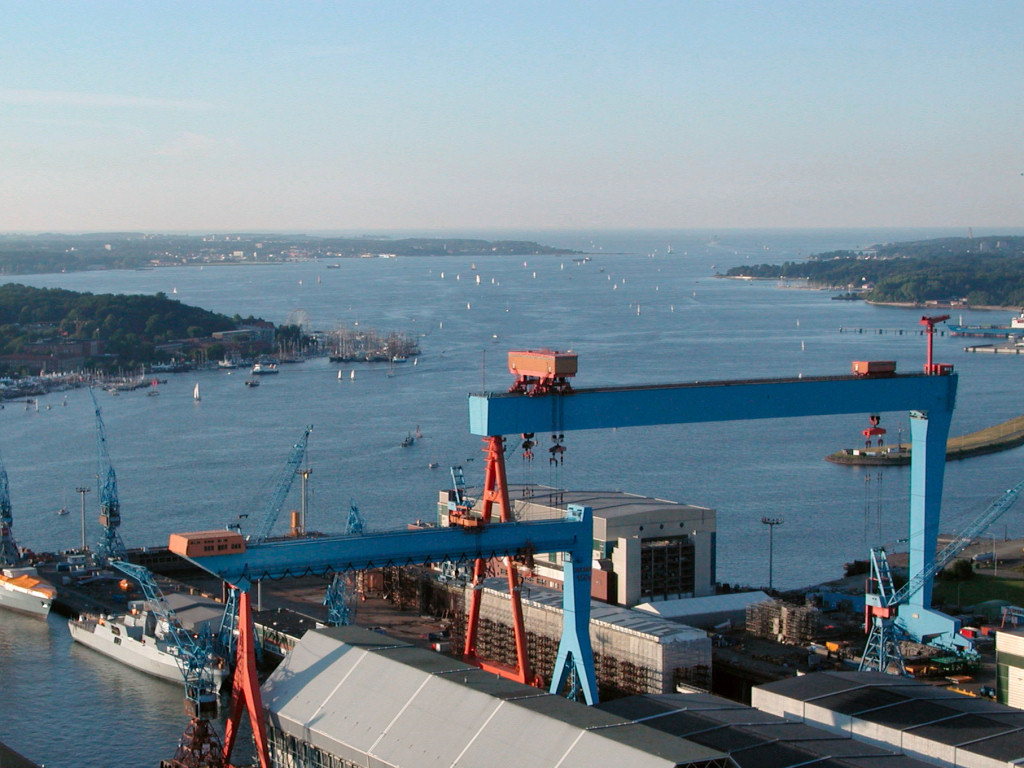
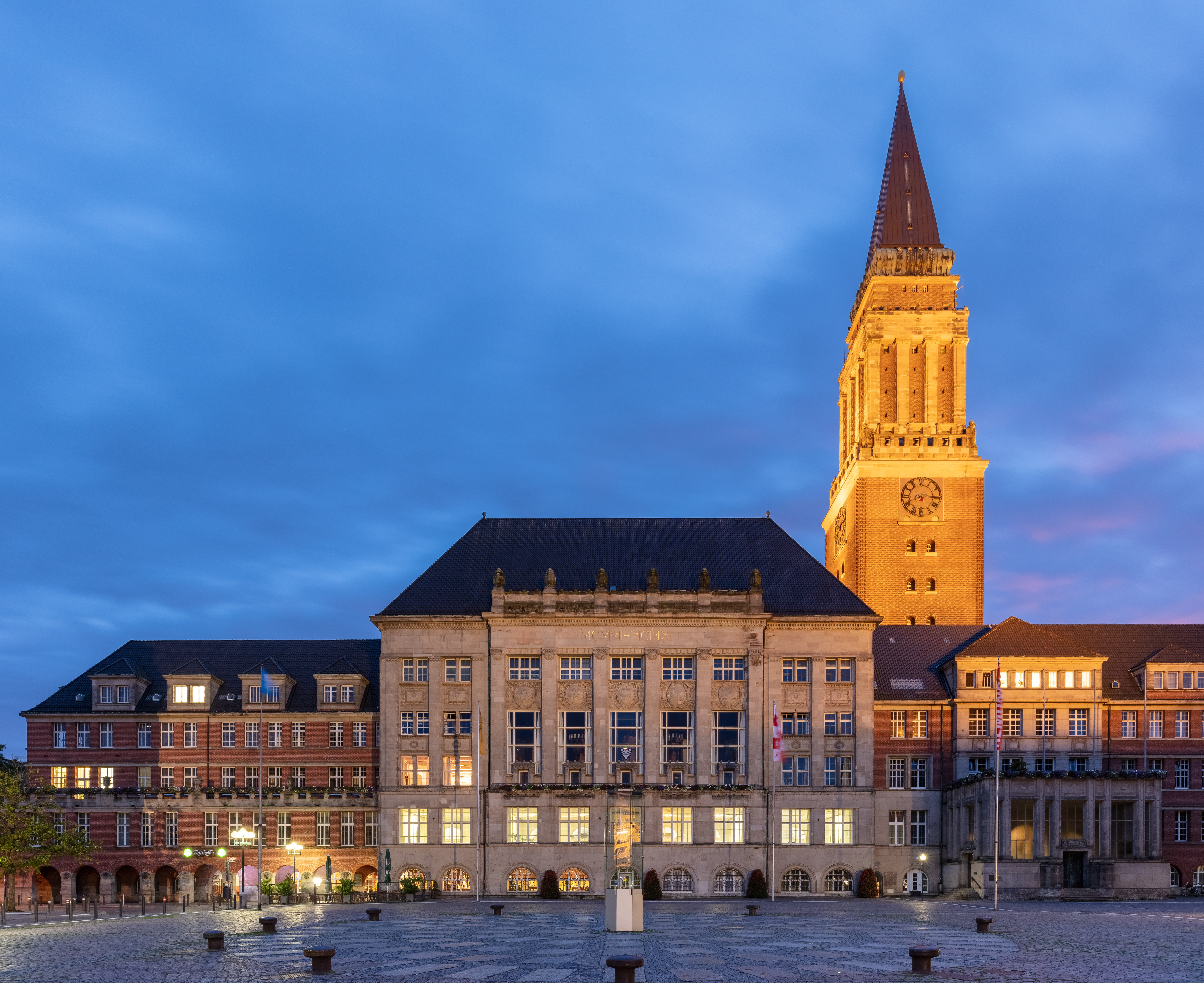
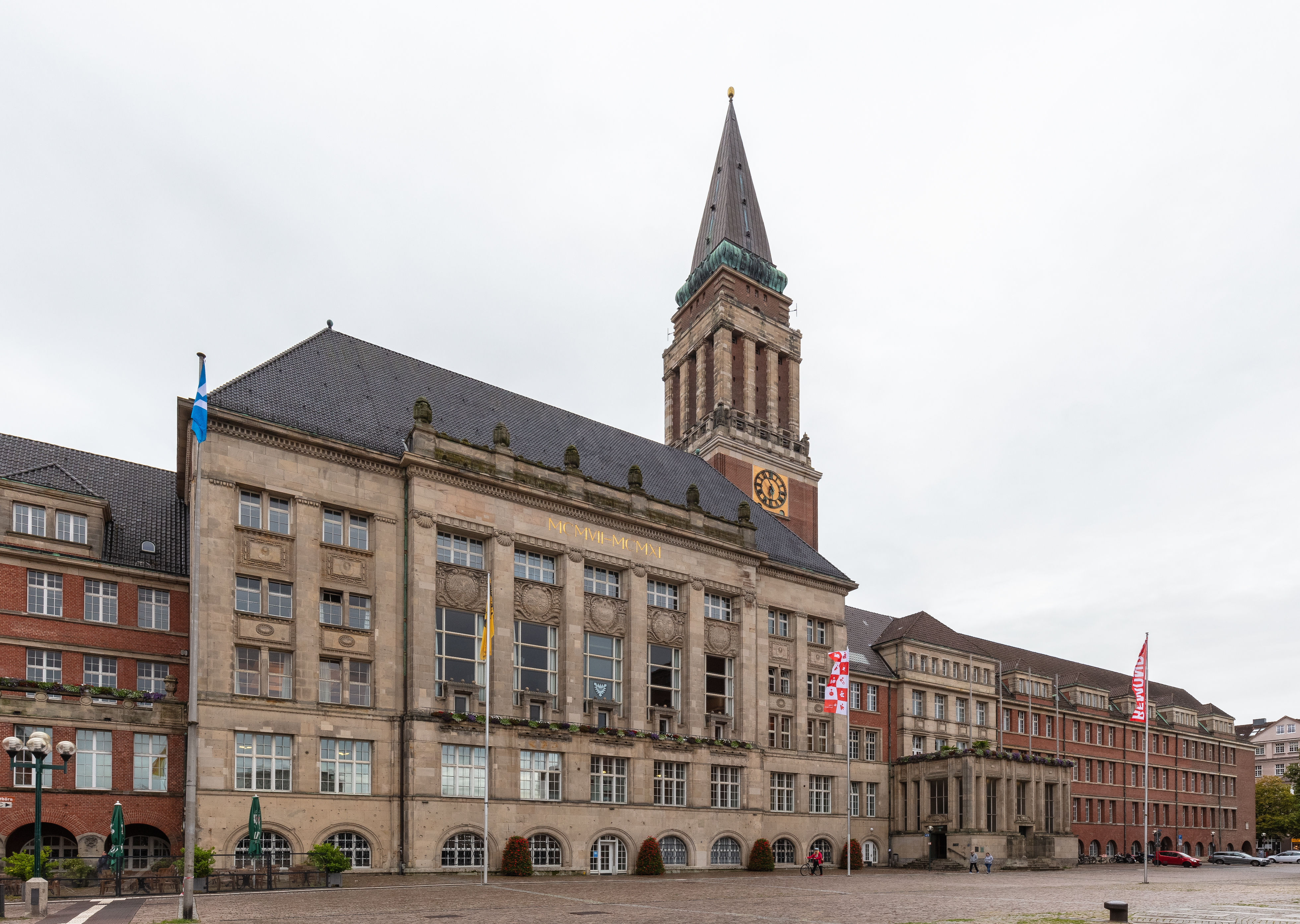